# Rosa (colore)
Il rosa è il colore del fiore omonimo, originariamente descritto come un colore della gamma del rosso: più tecnicamente una tonalità chiara e desaturato, solitamente ottenuto dalla sintesi additiva del rosso con il bianco. Il nome fu per la prima volta associato ad uno specifico pigmento (un derivato dell'estratto delle radici della Rubia tinctorum, nota anche come Rosa Garanza o Robbia)  dalla seconda metà del XVII secolo.
Dal punto di vista artistico ed emotivo viene considerato un colore caldo, associato al fascino, alla gentilezza, alla sensibilità, alla tenerezza, alla dolcezza, all’infanzia, alla femminilità e al romanticismo. Una combinazione di rosa e bianco è associata all'innocenza, mentre una combinazione di rosa e nero si collega all'erotismo e alla seduzione. Nel XXI secolo, il rosa è visto come un simbolo di femminilità, anche se non è sempre stato visto in questo modo. Negli anni '20, fino agli anni '40, era considerato un colore che “esprime natura bellicosa” e quindi associato maggiormente al maschile che al femminile.
I confini tra rosa, fucsia e viola sfumano l'uno nell'altro, come avviene sempre per i colori che si distinguono per una tonalità più chiara o più scura.

## Etimologia
Per la lingua italiana e quelle neolatine in genere, il nome del colore deriva dal fiore omonimo. Infatti questa parola è direttamente derivata dalla inflazionatissima parola latina “rosa”, dallo stesso significato.
A sua volta, quest'ultima si connette ad una voce in greco antico ῥοδον (rhodon), sempre riferita al fiore. La parola deriva dal proto-ellenico "wrodon" (rosa), che l’ha presa in prestito dal proto-iraniano "wrda".
Questa radice è una diretta discendente della parola proto-indo-europea "wrdho" che, a differenza di molte radici protoindoeuropee, ha un significato molto molto specifico: dal significato letterale di "spina", essa veniva usata come riferimento diretto, infatti, alla pianta Rosa rubiginosa, un tipo di rosa selvatica incredibilmente comune in Eurasia.

## In natura

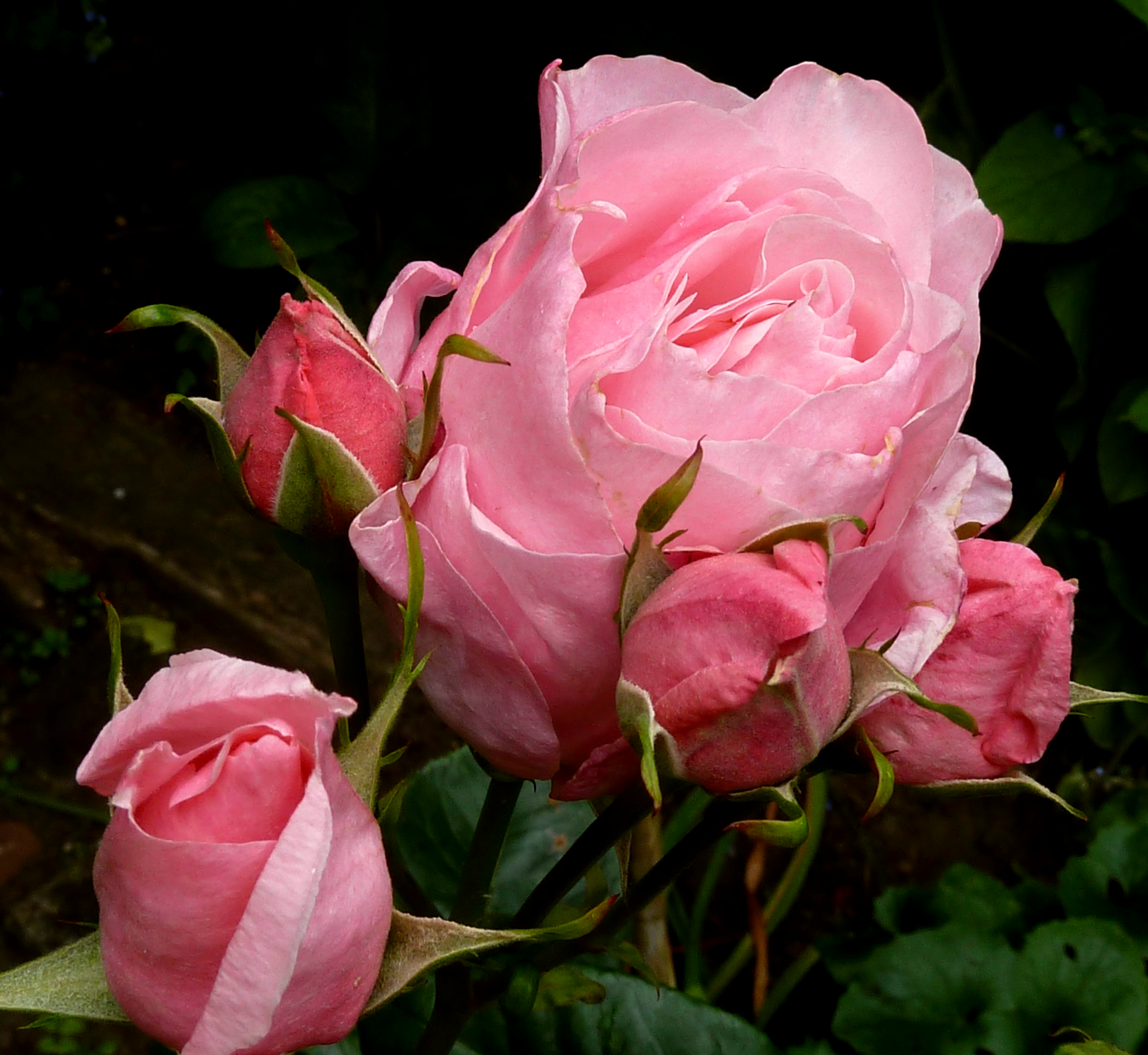
Una rosa "Queen Elizabeth"
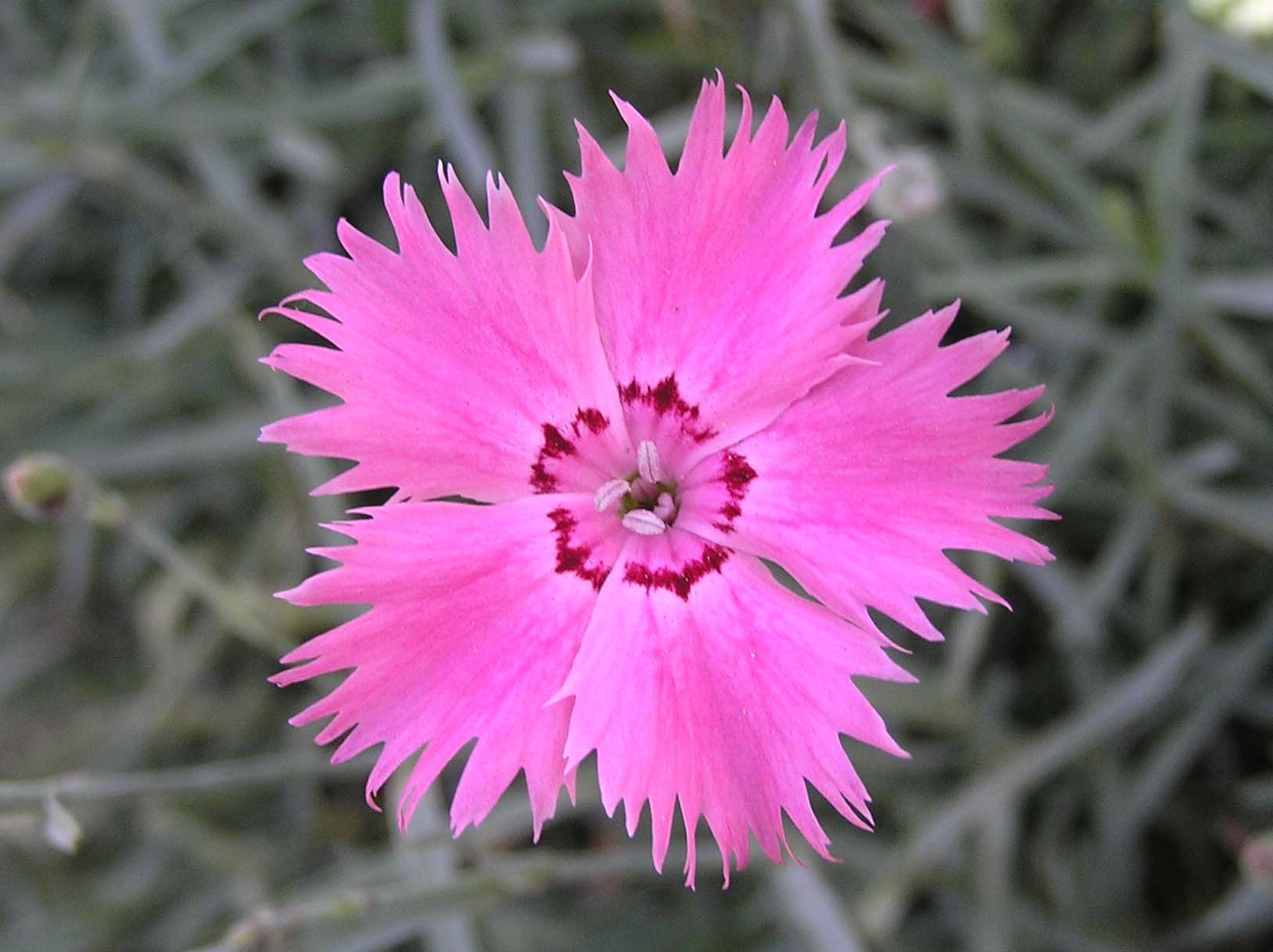
Esemplare di Dianthus plumarius dal caratteristico colore rosa acceso, in Inglese comunemente noto come "common pink" o "garden pink", o semplicemente "pink", da cui l'origine del nome.
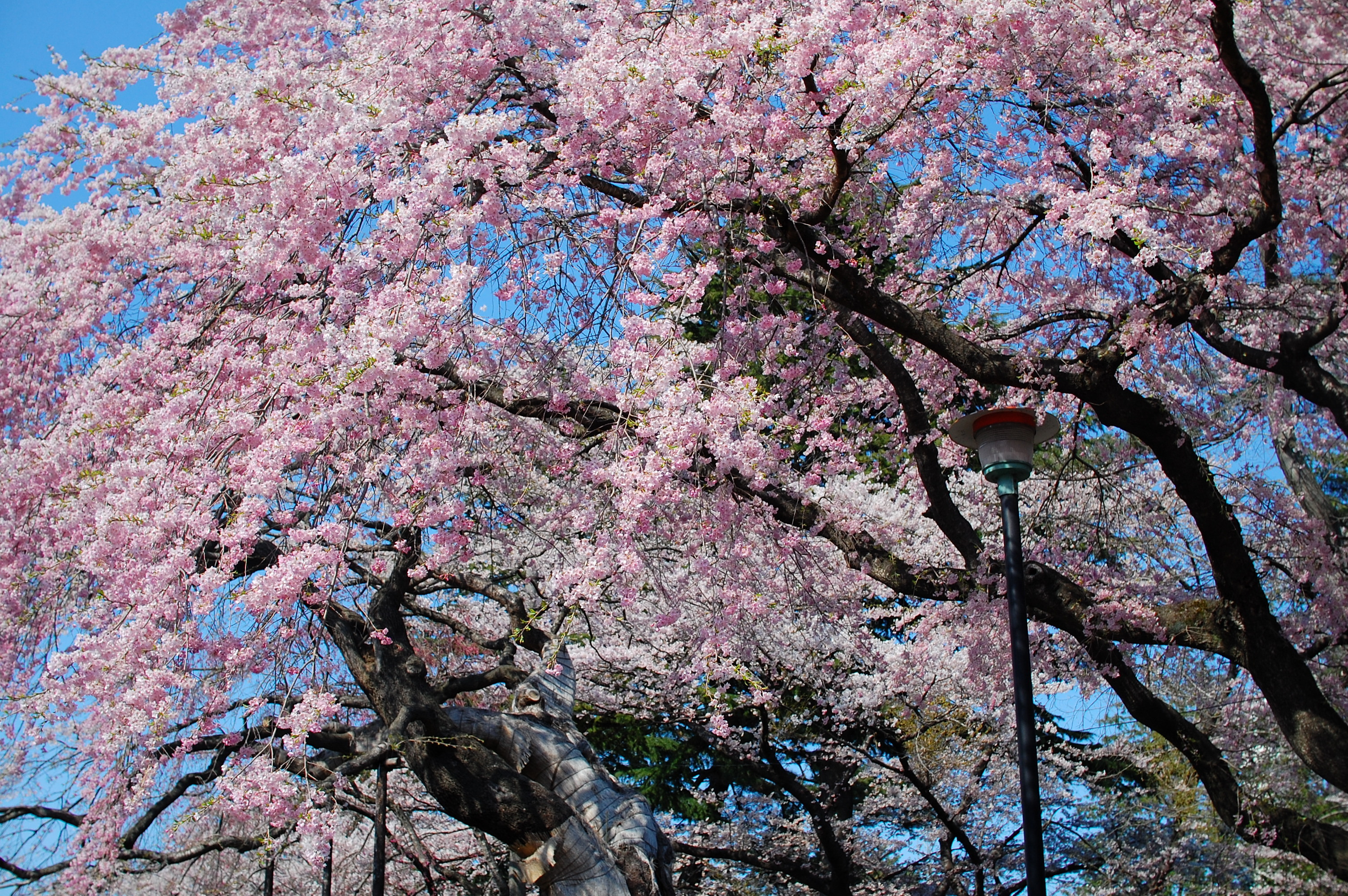
Ciliegi in fiore nel Parco Tsutsujigaok in Sendai, Miyagi, Giappone. In Giapponese la parola per descrivere il colore rosa tipico dei fiori di ciliegio è "sakura-iro". I fiori del pesco invece vengono chiamati "momo-iro".
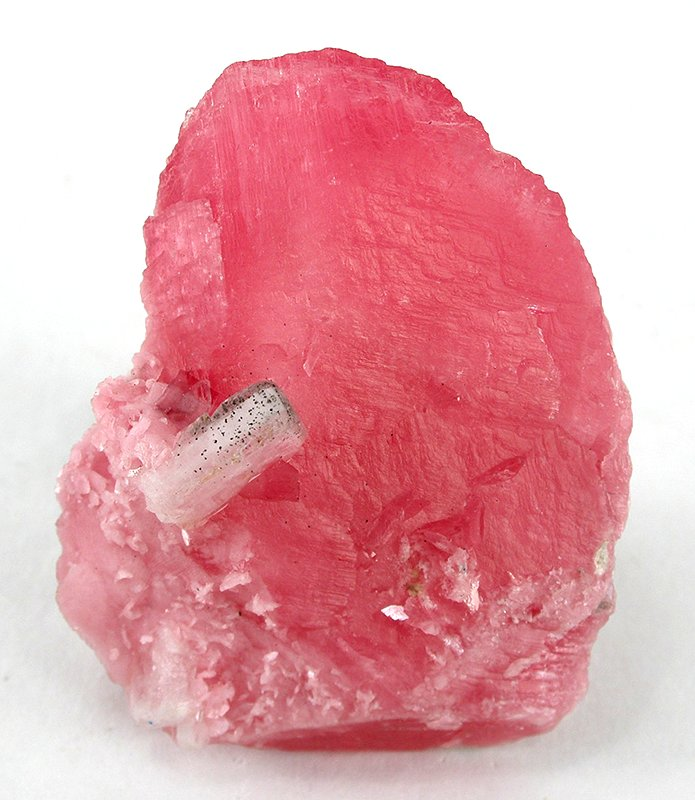
Rhodochrosite è una delle pietre dal naturale colore rosa.
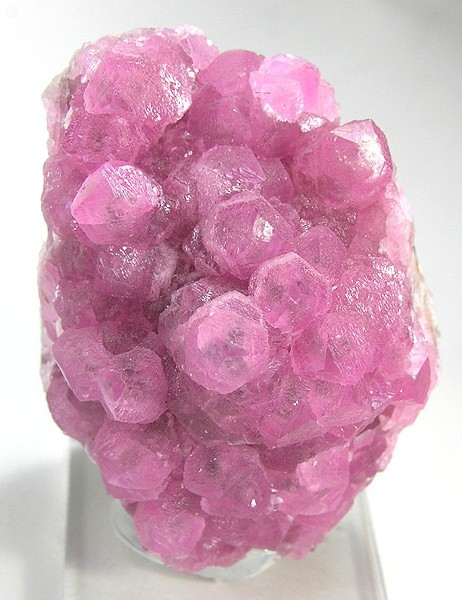
Anche la calcite, se contenente impurità di ferro, manganese, cobalto e altri metalli, può presentarsi con tonalità di rosa molto particolari.
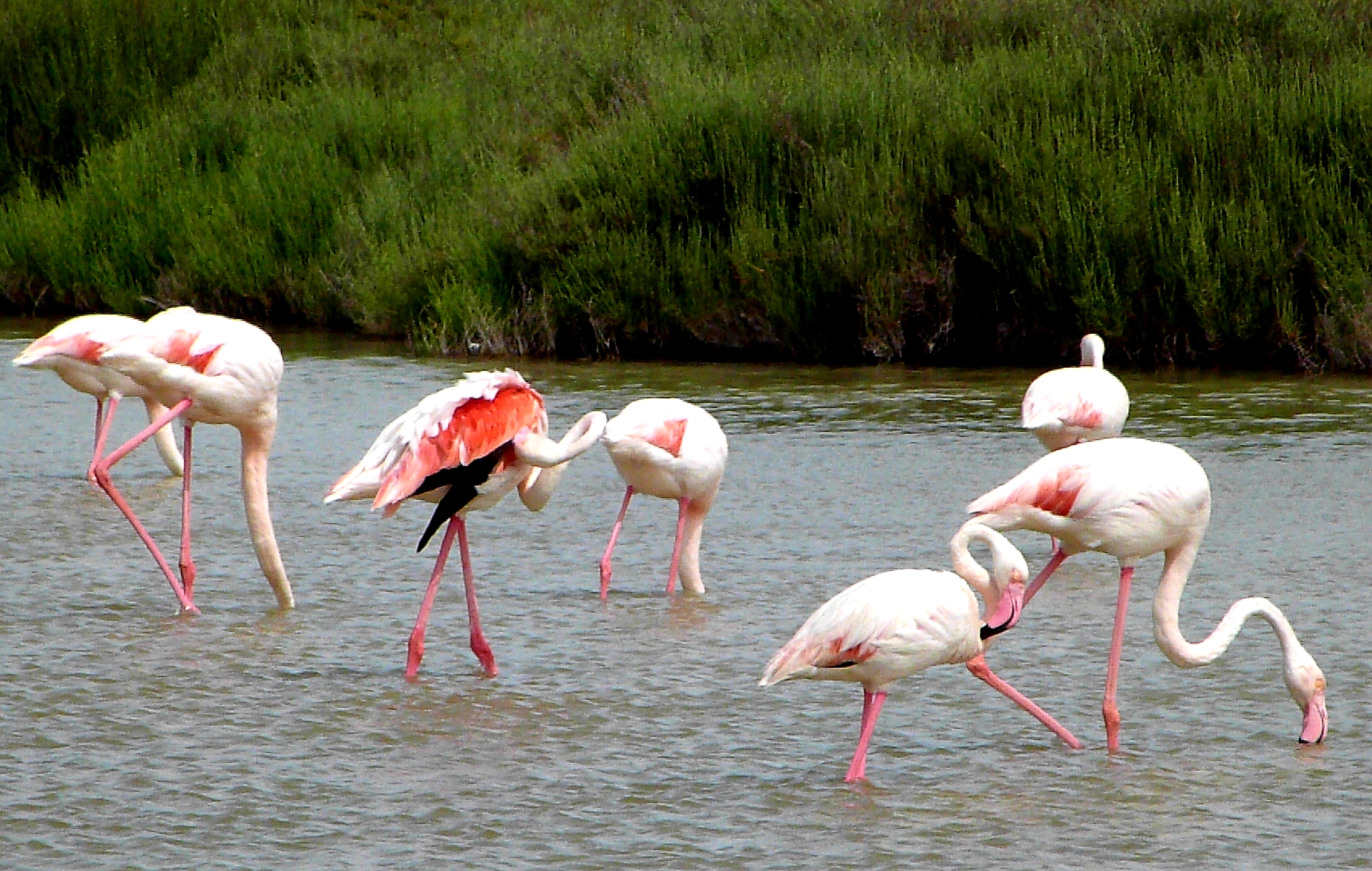
Fenicotteri nel parco Naturale Regionale di Camargue, in Provenza, Francia

## Colorazione

### In chimica analitica
In generale, fiamme di colore rosa indicano una temperatura di fiamma moderata (intorno ai 900 °C circa).

## Genesi del simbolismo e interpretazioni odierne
Contrariamente all'epoca odierna, nella maggior parte delle culture, incluse quelle orientali, il colore rosa acceso è stato considerato per secoli una colorazione particolarmente adatta al genere maschile, poiché considerata una variante del rosso, simbolo di forza e virilità, nonché frutto dell'unione con il bianco, simbolo di spiritualità e purezza d'animo.
Addirittura, fino al 1918, tale colore era associato al genere maschile, tanto che una nota rivista specializzata in abiti per bambini, l'illustre Earnshaw Infants' Department, pubblicò un articolo in cui si scriveva che il rosa, colore forte e acceso, era più adatto ai maschi mentre l'azzurro, colore più tenue e delicato, era più indicato per le femmine.
Al contrario, nella seconda metà del Novecento si è affermata in Occidente una nuova convenzione, il rosa pallido è diventato simbolo di femminilità e colore assegnato alle neonate per via del suo aspetto delicato che richiama quello del fiore omonimo, promuovendo l'azzurro intenso colore destinato ai neonati maschi.
Con il tempo divennero diffuse le coccarde decorative dei relativi colori appese alle porte delle abitazioni di famiglie dove era nato un bambino. Tale usanza è in voga ancora oggigiorno in Italia ma anche in molti paesi occidentali.

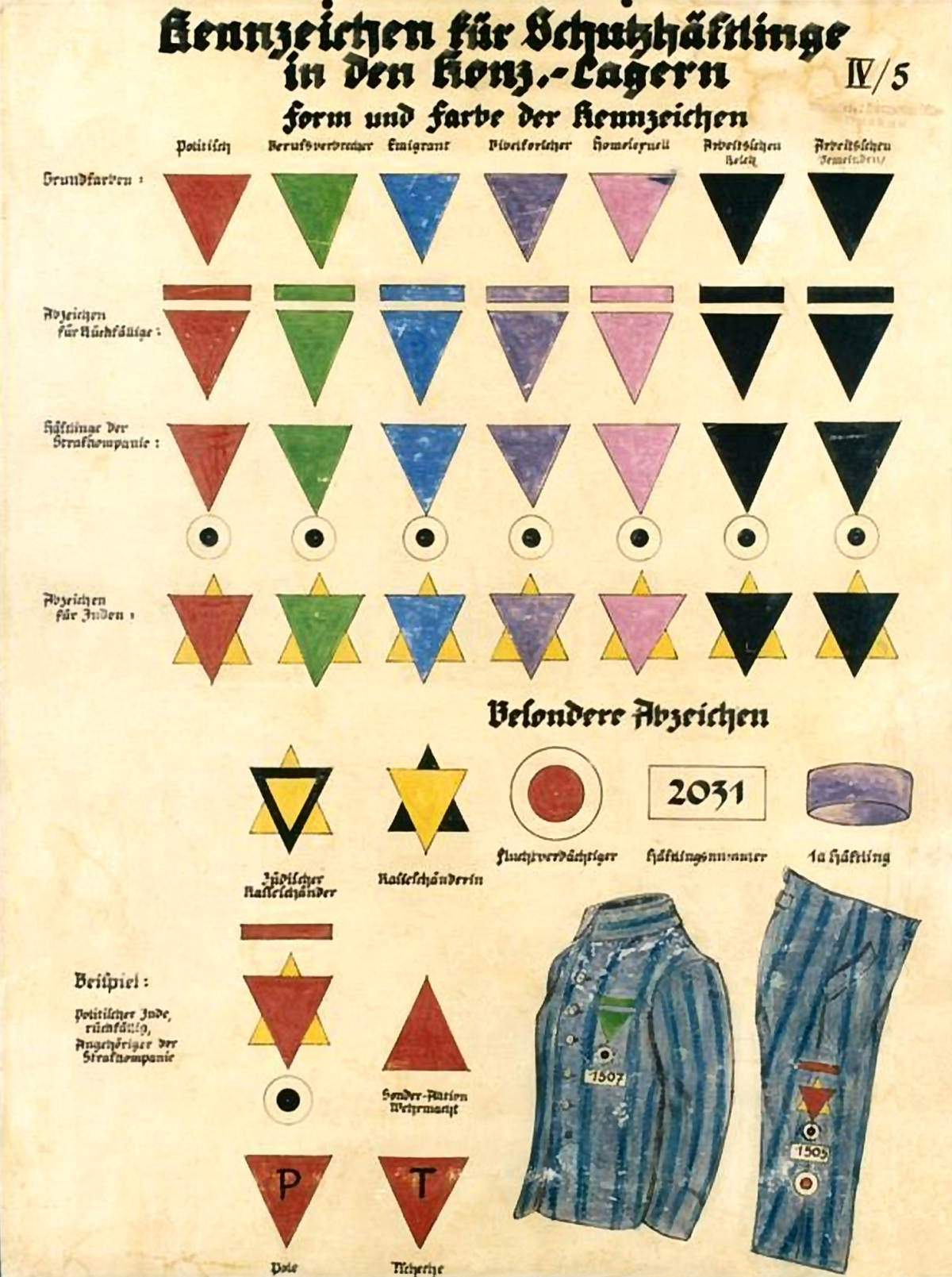
Contrassegni di classificazione dei detenuti, tra cui il triangolo rosa, destinato ai prigionieri omosessuali

Durante la seconda guerra mondiale il colore rosa è stato anche associato all'omosessualità e tale accostamento derivò direttamente dal simbolo con cui i nazisti contrassegnavano i prigionieri nei campi di concentramento.

### Simbologicamente
Sentimentalmente, è simbolo di dolcezza, tenerezza, femminilità, delicatezza, innocenza, speranza e amore romantico. Risulta che questo colore può rafforzare l'intuito femminile e favorire la capacità di perdono.

### Nella religione
Per la religione cattolica, il rosa simboleggia la gioia e la felicità. I paramenti di questo colore sono utilizzati nella terza domenica di Avvento, nota come Gaudete e nella quarta domenica di Quaresima, chiamata Laetare.

### Nello sport

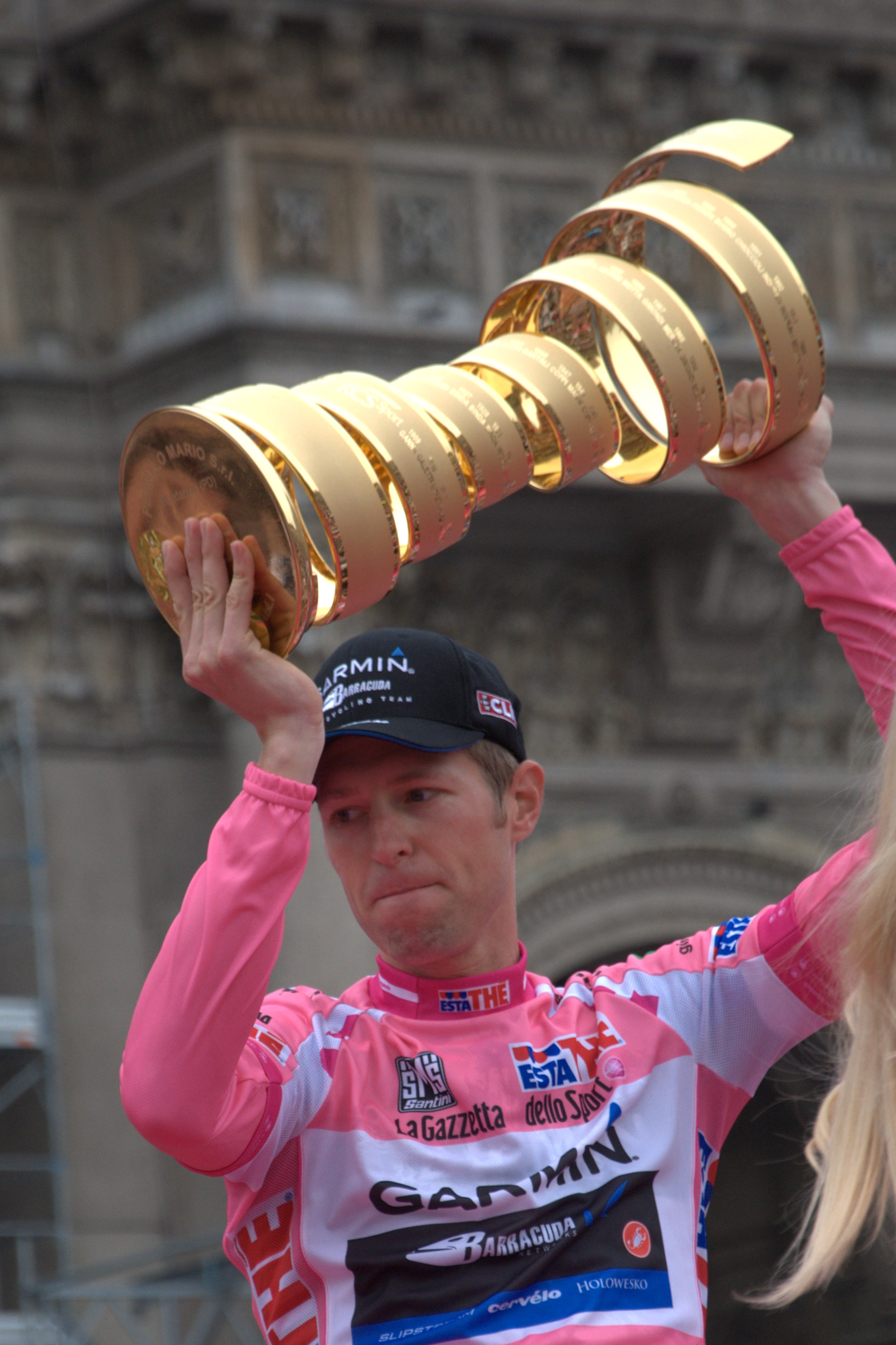
Il ciclista Ryder Hesjedal con indosso la maglia rosa (2012)

I fondatori-giocatori della in una delle loro prime uscite nel 1899, con l'allora divisa sociale rosanero

Nel ciclismo il colore rosa è associato al leader della classifica generale del Giro d'Italia, che indossa l'ambìta Maglia rosa; la sua origine risiede nella colorazione tipica della carta del quotidiano sportivo La Gazzetta dello Sport, storico organizzatore e finanziatore dell'evento sin dal 1908.
Anche il panorama calcistico registra l'utilizzo del colore rosa, come nel caso della squadra di calcio del Palermo, ma anche della seconda versione della divisa sociale della Juventus, i cui colori erano il rosa e il nero.
Una delle tinte della Contrada del Drago di Siena, partecipanti allo storico palio, è il "rosa antico".

### Nella cromoterapia
Il rosa è un colore dalle grandi proprietà rilassanti, in grado di combattere lo stress e favorire sensazione di calma e speranza, oltre a combattere la sensazione di solitudine, ridurre la rabbia e l'aggressività espresse dal rosso.

## Nel lessico comune
- Così come la cronaca rosa, anche il romanzo rosa è un genere che tratta principalmente tematiche quali l'amore e il romanticismo.
- È chiamato popolarmente "foglio rosa" l'autorizzazione ad esercitarsi alla guida, a causa del colore del suddetto documento.